# Heteralepas cornuta
Heteralepas cornuta is een rankpootkreeftensoort uit de familie van de Heteralepadidae. De wetenschappelijke naam van de soort is voor het eerst geldig gepubliceerd in 1852 door Darwin.